# Трейси-Сити
Трейси-Сити (англ. Tracy City) — город в округе Гранди, штат Теннесси, США.
Был зарегистрирован в 1915 году; по переписи 2010 года население города составляло 1481 человек.

## История
В 1840 году местные мальчишки, выкапывающие из земли сурка, обнаружили уголь. Уже в начале 1870-х годов в Трейси-Сити была построена Сэмюэлем Джонсом экспериментальная доменная печь, принадлежавшая компании Tennessee Coal, Iron and Railroad Company. Названная «Fiery Gizzard», печь была построена, чтобы проверить, будет ли местный уголь пригоден для производства железа.
С развитием промышленности в Трейси-Сити в большом количестве стали прибывать рабочие со своими семьями. Но к 1910 году промышленность исчезла из-за проблем с тяжёлым трудом, на который ссылались профсоюзы. В 1987 году коксовые печи были внесены в Национальный реестр исторических мест США. Бывшее местонахождение первой доменной печи отмечено историческим маркером.

## География
По данным Бюро переписи населения США, город имеет общую площадь более 12 км², из которых вода занимает 0,83 %.

## Инфраструктура
В Трейси-Сити находятся Историческое общество округа Гранди и городская библиотека. В городе имеется картинная галерея с названием «The Nature Works», экспонаты которой посвящены исключительно природе. Также в Трейси-Сити расположены двенадцать церквей, в том числе Tracy City First Baptist Church, основанная в 1892 году.
Через город проходит туристический маршрут Fiery Gizzard Trail, имеется парк South Cumberland State Parken.